# 詹順貴
詹順貴（1964年1月3日—），台灣台中人，台灣環境法律師出身，曾任台灣動物社會研究會理事長、民間司法改革基金會執行委員等職。2016年3月出任行政院環境保護署副署長，任內屢傳環評爭議，做出通過燃煤電廠等與昔日環保理念相悖的政策，最終於2018年9月遞出辭呈、遲至同年10月8日確定請辭。

## 早年
詹順貴的祖父是佃農、父親是工人，小時候因為父親工作關係而住在高雄縣，小學五、六年級就讀高雄縣橋頭鄉甲圍國民小學，導師是台灣本土文學大師葉石濤。高中時就讀台中一中，台大法律系畢業。1988年，詹順貴退伍後考上中國國際商業銀行，擔任四年法務人員。後來離開銀行業，1992年考上並擔任律師。
投入環保運動
1990年代，台灣興起高爾夫球場興建熱潮，環保團體四處抗爭，他在幕後協助環保團體分析法令，開始踏入環保運動。2005年曾擔任行政院環境保護署環境影響評估審查委員會委員。近年來他長期替環保團體提供法律協助，並且義務幫弱勢團體打官司，曾參與2003年雲林林內焚化爐、新店安坑垃圾掩埋場、新竹橫山垃圾掩埋場、台東杉原美麗灣度假村、北纜案、中部科學園區三期及四期開發案訴訟、雲林麥寮六輕大火、大埔徵地事件、反台南鐵路東移自救會等訴訟案，協助環保團體將環保議題從街頭運動帶進法庭。此外，詹順貴也投入《環境基本法》、《國土計畫法》、《環境損害賠償法》、《海岸法》等法案及民間版草案之研擬。除了環境議題之外，詹順貴亦長期關注智能障礙者，曾經擔任心路社會福利基金會、中華民國智障者家長總會義務律師長達十年。另外他也關心台灣原住民議題，曾參與新竹縣司馬庫斯風倒櫸木事件訴訟案。

## 從政
加入臺北市政府
2014年12月8日，台北市市長當選人柯文哲拜會宜蘭縣縣長林聰賢，表達支持北宜直線鐵路走最短路線，也就是經過翡翠水庫集水區的路徑；時任市政顧問的詹順貴表示，柯文哲發言沒有徵詢市政顧問團的意見，若柯文哲對影響弱勢權益或環境議題再隨意發言，他會辭去市政顧問，不再為柯文哲的發言背書。2014年12月18日，詹順貴因認為柯文哲宣布臺北翡翠水庫管理局局長劉銘龍接任臺北市政府環境保護局局長的行為不尊重「環保局局長遴選委員會」，宣布辭去市政顧問一職。
2015年8月25日，台灣綠黨召開記者會，宣布2016立法委員選舉將由召集人之一李根政、環境律師詹順貴、台灣伴侶權益推動聯盟執行長許秀雯及中華電信工會秘書長張麗芬擔任全國不分區立法委員候選人。
環保署副署長
2016年3月24日，詹順貴進入蔡英文政府組織的林全內閣，擔任行政院環境保護署副署長。
2017年9月8日，詹順貴接受總統蔡英文慰留，在賴清德內閣續任。

## 言論與事件
- 2014年9月29日，詹順貴在其部落格與風傳媒發文，以臺南市區鐵路地下化計畫等三個事件三問民主進步黨主席蔡英文，諷刺民主進步黨已經與中國國民黨毫無差異[9][10]。

- 2016年9月1至2日，高雄市政府執行自1971年起徵收土地卻延宕45年的三民區十全果菜市場牴觸戶拆遷案，時任高雄市長陳菊表示，在她就任市長之前市府就已經在處理果菜市場的遷建問題，希望在她任內解決此案，果菜市場將遷往仁武民生物流園區，打通十全路延伸連接覺民路，可望紓解當地交通，其餘土地規劃做為滯洪設施以解決每逢大雨就淹水的老問題。部分牴觸戶對補償金金額不滿，拒絕拆遷，數度與警方僵持抗爭；當地受水患所苦的居民則支持拆遷決定，批評拒絕拆遷的住戶沒有土地權狀，卻長期霸占市有地。[11][12]。

- 2016年9月4日，詹順貴於facebook聲援台灣人權促進會且具名參加「請高雄市政府堅守人權與環境正義，以民主程序重新檢視爭議」網路連署，他說，威權統治遺毒之一是任何土地開發計畫都是「上面大官說了算」，就算他贊同高雄市市長陳菊的拆遷理由與發展圖像，他也完全無法支持這個拆遷過程。

- 2016年9月15日，台北市議員梁文傑反批詹順貴根本是「雙面人」，並在臉書上反問詹：「你有社會良心，那意思是說陳菊沒有社會良心？」、「你傾聽多元聲音，那意思是說陳菊霸道獨裁？」、「是否知道此事協調了多久？」、「是否知道為了這些沒有權利卻拒不拆遷的住戶，納稅人多花了一億多元？」、「是否知道那個自救會長根本是個用那塊地發財了40年的人嗎？」、「 別人可以胡說八道，你當環保署副署長也可以跟著胡說八道？」。梁文傑痛批，如果詹順貴不知道上述這些狀況，那麼詹順貴的連署就根本是在沽名釣譽；如果詹順貴知道，那就是故意在攻擊有膽量處理40年老問題的陳菊，也是在故意破壞民進黨的形象。詹順貴回批「當官是否就不能有社會良心？梁議員是否仍有家天下觀念？就留給社會公評」，梁文傑再批「什麼叫家天下？我倒要問你什麼叫執政團隊？民進黨請你來當官是請你來一同打拚，不是請你來是非不分捅自己人的」[13][14]。

- 2017年1月，詹順貴在《新新聞》的專訪中說享有公權力就不可以像過去「高舉著崇高的理想就一直往前衝」，必須穩健改革，行政院院長林全邀請他入閣，林全是明理之人，讓環保不再每次都成為角力下的犧牲品，而他進入體制之後工作忙碌，與公民團體的互動一定會變少，但還是有保持聯繫，至少有消息上的交流[15]。

- 2017年6月6日，環保署召開環境影響評估標準及《環境影響評估法施行細則》修正案公聽會，數十個環保團體在會前質疑部分條文放寬環評限制、有利財團開發，因此與詹順貴發生口角；於是會議才開始五分鐘，詹順貴宣布會議取消後離場，約11點30分重返現場道歉[16]。

- 2018年3月15日，詹順貴在深澳燃煤電廠擴建案環評大會上擔任審查主席，大會經近4小時激烈討論後表決，在贊成與反對票數相同下，昔日力挺禁用生煤的詹順貴投下關鍵的贊同票，以1票之差讓擴建案順利通過；在現場的環團錯愕不已，表示會用盡方法持續把關。[17]蔡英文政府因深澳燃煤電廠與第三天然氣接收站環評案屢傳爭議，最終詹順貴於同年10月8日請辭環保署副署長。

## 個人生活
2013年8月3日，詹順貴與台灣蠻野心足生態協會秘書長林子淩在新北市新店戶政事務所登記結婚，兩人都是再婚，證婚人是立法委員林淑芬與國立政治大學教授徐世榮。2014年8月3日，詹順貴與林子淩成立惜根台灣協會。

## 外部連結
- 詹順貴的部落格 （页面存档备份，存于）
- 詹順貴律師 - 元貞聯合法律事務所 （页面存档备份，存于）